# Veyssilieu
Veyssilieu település Franciaországban, Isère megyében. Lakosainak száma 324 fő (2022. január 1.). Veyssilieu Chozeau, Frontonas, Moras, Panossas, Saint-Marcel-Bel-Accueil és Villemoirieu községekkel határos.

## Népesség
A település népessége az elmúlt években az alábbi módon változott:
| Lakosok száma | 83   | 172  | 225  | 289  | 298  | 322  | 336  | 330  | 327  | 324  |
|               | 1968 | 1982 | 1990 | 2006 | 2013 | 2015 | 2017 | 2019 | 2020 | 2022 |